# Juraj Posilović
Josip Juraj Posilović, tudi Juraj Posilović, hrvaški rimskokatoliški duhovnik, škof in nadškof; * 24. april 1834, Ivanićgrad, Avstrijsko cesarstvo (danes: Hrvaška; † 26. april 1914, Zagreb (Avstro-Ogrska, danes Hrvaška).
Posilović je bil 71. (72.) po vrsti zagrebški nadškof (1894–1914) 

## Življenjepis
Josip Juraj Posilović se je rodil v (Ivanićgradu 24. aprila 1834. 
Končal je Klasično gimnazijo v Zagrebu 1854. Doktoriral je teologijo na Dunaju. 

### Cerkvena kariera
1. Posvečen za diakona 1. avgusta 1858 (posvetil ga je Jurij Haulik)
2. Posvečen za duhovnika: 8. avgusta 1858 (posvetil ga je Jurij Haulik)
3. Določen za senjsko-modruškega škofa 23. marca 1876
4. Potrjen za senjsko-modruškega škofa 26. junija 1876
5. Posvečen za škofa 27. avgusta 1876 v Zagrebu
6. Določen za zagrebškega nadškofa 17. maja 1894
7. Potrjen za zagrebškega nadškofa 18. maja 1894 [3]

## Škof in nadškof
23. marca 1876 ga je cesar Franc Jožef določil za senjsko-modruškega škofa; papež Pij IX. pa ga je potrdil 26. junija istega leta. Posvečen je bil v zagrebški stolnici 27. avgusta 1876, ko je bil star 42.3 let. Glavni posvečevalec je bil zagrebški nadškof  Mihalovič, soposvečevalca pa sta bila naslovni škof Metellopolisa Kraljević OFM Obs ter naslovni beograjsko-smederevski škof Pavlešić.

### Delovanje
Nesebično si je prizadeval za pospeševanje splošne omike in znanstvenega napredka med hrvaškim ljudstvom. Bil je urednik Katoliškega lista in eden od pobudnikov Hrvaškega književnega društva Svetega Hieronima. Bil je tudi profesor bogoslovja in prvi dekan Bogoslovne fakultete v Zagrebu.
Njegov predpredhodnik Haulik je v povezavi z banom Jelačićem izposloval, da je Zagrebška škofija postala nadškofija. Pozneje je sodeloval tudi z banom Šokčevićem z namenom, da bi prišli v Zagreb jezuiti, kar so pa svobodomisleci in prostozidarji preprečili. Kljub temu je Haulik ustanovil denarno nadarbino z nemajhno vsoto 60.000 forintov pri zagrebškem Kapitlju; tej vsoti je dodal iz svojega 12.000 še Posilović in dal zgraditi Baziliko Srca Jezusovega v Zagrebu na Palmotićevi 33, ki je bila blagoslovljena 1902.
V zadnjem potresu, ki je 22. marca 2020 prizadel Zagreb, je bila ta cerkev močno poškodovana; zaradi potresa z magnitudo 5,3 se je zrušil strop; takrat se je odlomilo tudi 15m severnega zvonika zagrebške stolnice; človeških žrtev po cerkvah ni bilo, ker so zaradi vseokužbe s koronavirusom bile maše odpovedane.

### Potres in obnova stolnice
Mihaličevo veliko delo je obnova zagrebške stolnice. Že 1874 je začel Strossmayer zbirati sredstva za obnovo; komaj začeto delo pa je pretrgal hud potres 9. novembra 1880, ki je hudo poškodoval katedralo; tako so se morali zopet od začetka lotiti temeljite preureditve in popravila velikanske škode. 
Ob 7h, 33 minut in 53 sekund, je torej Zagreb prizadel rušilen potres 6,3 stopinj po Richterjevi lestvici, z epicentrom na področju Medvednice (Zagrebška gora, Sleme). Materialna škoda je znašala tedanjo polovico državnega proračuna. V potresu je bila hudo poškodovana tudi stolnica, v kateri je ta čas kanonik Franjo Rački na stranskem oltarju maševal, a je hudino preživel. Svoje vtise o potresu je opisal v »Obzoru«: »…ko se je začelo strahovito žvižganje, pa lomljenje obokov in mrak, povečan s prahom, tako da se je videlo povsem pošastno gibanje cerkvenih zidov in stebrov.« 
Po potresu je začel Mihalovič obnovo stolnice (1880-1902) v novogotskem slogu pod vodstvom arhitekta Hermana Bolléja (1845-1926). Cena obnove je znašala 2.494-430 kron. Pri obnovi so prekrili cerkev tudi z glazirano opeko, kot jo vidimo na cerkvi Sv. Marka, ki pa so jo zaradi dotrajanosti 1961 zamenjali z bakreno pločevino. Od 32 baročnih oltarjev so v »Bolléjevi katedrali« našli prostor le trije. Dokončanja del pa Mihalovič ni dočakal. 
Obnovo stolnice je nadaljeval in tudi srečno dokončal njegov naslednik Posilović in sicer so bila dela končana šele 1902.

## Smrt in spomin
Dobil je pljučnico s hudo vročino in kašljem, ki ga je dušil. V soboto zvečer je srce bilo 140-krat na minuto. Njegova močna narava se je dolgo upirala bolezni. Umrl je 26. aprila na nedeljo v svoji sobi na Kaptolu ob četrt na 9 zjutraj, po prejemu svetih zakramentov, ko so duhovniki šli maševat – ravno med povzdigovanjem; tako so bili pri njem navzoči le sorodniki. Še zadnjič je pogledal na razpelo in s smehljajem na ustih izdihnil. Za vzrok smrti so ugotovili pljučnico. Naslednjega dne – v ponedeljek, so njegovo truplo balzamirali trije zdravniki. 
Pogreb je bil v četrtek, 30. Aprila ob 9h po zagrebških ulicah s podrobnim razporedom in mašo v stolnici. Pokopan je bil v kripti za prezbiterijem, kjer je pokopan tudi kardinal Stepinac.

#### Sorodniki in častni naslovi
V sožalni brzojavki, ki so jo poslali njegovi sorodniki, so navedeni pokojnikovi častni naslovi:
| Hrvaški izvirnik | Slovenski prevod |
| --- | --- |
| »Nadbiskup i metropolita zagrebački, kućni prelat Njegove Svetosti, biskup uz priestol papinski, rimski grof, Nj. C. i kr. apostolskog Veličanstva pravi tajni savjetnik, opat Bl. Dj. Marije Topuske, vjekoviti vrhovni župan županije Brezničke, pokrovitelj društva sv. Jeronima, začastni gradjanin slobodnog i kraljevskog glavnog grada Zagreba, slobodnih i kraljevskih gradova Ivanića, Senja i Požege. Dr. Stjepan Posilović, predsjednik kr. hrv.-slav.-dalm. Stola sedmorice, brat Juraj Bezuk, dr. Stjepan Posilović ml., Ljuba Cvjetić rodj. Bezuk, Betika Čefuta rodj. Bezuk, Štefanija Čangora rodj. Posilović, Ella Reizer rođj. Posilović, Ljuba Posilović, Gizela Bezuk, Ivan Čefuta, dr. Eugen Barac, dr. Aleksandar Čangora, dr. Vladimir Reizer.« | »Nadškof in metropolit zagrebški, hišni prelat Njegove Svetosti, škof papeškega prestola, rimski grof, tajni svetnik Njegovega cesarskega in kraljevskega apostolskega Veličanstva, opat Blažene Device Marije Topuske, dosmrtni vrhovni župan županije Brezniške, pokrovitelj društva sv. Hieronima, častni meščan svobodnega in kraljevskega glavnega mesta Zagreba, svobodnih in kraljevskih mest Ivanića, Senja in Požege. Dr. Stjepan Posilović, predsednik kraljevskega hrvaško-slavonsko-dalmatinskeg Sedeža sedmerice, brat Juraj Bezuk, dr. Stjepan Posilović ml., Ljuba Cvjetić roj. Bezuk, Betika Čefuta roj. Bezuk, Štefanija Čangora roj. Posilović, Ella Reizer roj. Posilović, Ljuba Posilović, Gizela Bezuk, Ivan Čefuta, dr. Eugen Barac, dr. Aleksandar Čangora, dr. Vladimir Reizer.« |

### Odkrivanje spomenika vIvanićgradu2019
V mali dvorani ‘’Ljudskega odprtega učilišča’’ v Ivanićgradu je 8. aprila 2019 potekala tribuna o življenju, liku in delu nadškofa Posilovića. O njem sta govorila Agneza Szabó in jezuit Tonči Trstenjak. V polni dvorani je bil tudi župan Ivanićgrada Leš, ki je omenil, da je Posilović veliko storil za Cerkev in tudi za rodni kraj, zlasti za ureditev notranjščine „Cerkve sv. Apostola Petra’’, ki je bila poslikana 1909. Akademski kipar Kujundžić je napravil kip, ki bo odkrit 26. aprila v petek v „Parku hrvaških brambovcev” pred župnijsko cerkvijo. 
Predsednica Združenja nadškofa Josipa Jurija Posilovića Hlevnjakova je podčrtala njegovo dobrohotnost, saj je vsestransko deloval na socialnem, izobraževalnem in kulturnem področju. Zaslužen je, da so kljub nasprotovanju liberalnih masonov prišli jezuiti v Zagreb. Ohranjeval je glagolico in staroslovanščino. 
Leta 1945 so komunisti njegov obstoječi kip odstranili, in se je zdaj na svoje mesto spet vrnil. Tokrat je pred mašo blagoslovil kip siseški škof Vlado Košić, a odkril ga je župan Leš.
Po odkritju spomenika so se vsi navzoči udeležili somaševanja, ki ga je vodil škof Košić. V homiliji je poudaril pomembnost rojaka-nadškofa: 
18 let je deloval kot senjsko-modruški škof, a 20 let kot zagrebški nadškof, delujoč za duhovno, kulturno in gospodarsko obnovo. Daroval je veliko denarja za obnovo številnih cerkvenih in javnih stavb v Zagrebu in celi nadškofiji, pa tudi za gradnjo sarajevske stolnice Srca Jezusovega. Dal je obnoviti in vzdigniti za dve nadstropji Nadškofijski dom za revne dijake v Zagrebu , tkim. orfanotrofij, kjer je danes Katoliška bogoslovna fakulteta. Obnovil je zagrebško stolnico (do 1902), zgradil jezuitski samostan na Jordanovcu ter cerkev Srca Jezusovega v Zagrebu v Palmotićevi ulici. Sklical je tudi na Mahničevo pobudo Prvi hrvaški katoliški shod 1900, kar je pomenilo prebujanje laikov in začetek Katoliške akcije na Hrvaškem. 

### Združenje nadškofa Posilovićainkrajevnimuzej
14. avgusta 2014 je nastalo ’’Združenje nadškofa Posilovića’’ (’’Udruga nadbiskupa Josipa Juraja Posilovića’’) s sedežem v Ivanićgradu, ki je tudi njen ustanovitelj. Njena predsednica je Josipa Hlevnjakova, a tajnica Silvija Svetoivanec-Marinčić. Njena naloga je ohranjati spomin na slavnega rojaka nadškofa Posilovića s tozadevnim preučevanjem njegovega dela ter s primernimi prireditvami. 
Združenje podpira razne župnijske dejavnosti kot versko poučevanje odraslih, češčenje Rešnjega telesa, kakor tudi postavljanje spomenika Posiloviću in ureditev njegovega muzeja. 
V muzeju so predstavljeni ljudje, ki so s svojim življenjem in delom obeležili Ivanićgrad – spominski ”portreti” oseb v razdobju od najstarejše zgodovine do 2. Svetovne vojne (predvsem ljudje 19. in začetka 20. stoletja: med njimi vsekakor nadškof Josip Juraj Posilović,